# Ivan Perrillat Boiteux
Ivan Perrillat Boiteux (Annecy, 28 dicembre 1985) è un ex fondista francese.

## Biografia
In Coppa del Mondo ha esordito il 6 dicembre 2008 a La Clusaz (37°).
In carriera ha preso parte a un'edizione dei Giochi olimpici invernali, Soči 2014 (13° nella 50 km, 40º nello skiathlon, 3° nella staffetta).

## Palmarès

### Olimpiadi
- 1 medaglia:
  - 1 bronzo (staffetta a Soči 2014)

### Coppa del Mondo
- Miglior piazzamento in classifica generale: 87º nel 2014